# Imago (reputatie)
Imago is de beeldvorming die een persoon of organisatie oproept; vooral als dat als totaalbeeld een brede weerslag krijgt bij het publiek, bij een doelgroep of bij relaties. 

## Personen en instanties
Bekende personen zijn voor hun succes afhankelijk van een goede reputatie bij het publiek: voorbeelden zijn de politicus die meer stemmen zal vergaren, en de entertainer die een groter publiek zal trekken, naarmate zijn imago gunstiger is.
Bij instanties geldt een vergelijkbare relatie tussen reputatie en succes. Daarbij valt te denken aan bedrijven, wie het erom te doen is klanten te verwerven en hen vervolgens aan zich te binden. Niet minder geldt dit echter voor organisaties zonder winstoogmerk, van liefdadige instellingen tot overheidsorganisaties.

## Imagoverwerving
Het imago is deels het resultaat van hetzij een geleverde dienst (imago van personen), hetzij een geboden product (imago van bedrijven). In dat opzicht is het imago goeddeels op het verleden gebaseerd, en zal het gunstiger zijn naarmate de klant of de doelgroep meer tevreden is.
Anderzijds vallen in het imago ook toekomstaspecten te onderkennen: wat verwacht de doelgroep van het product of de dienst?
De beeldvorming is dus goeddeels gebaseerd op de ervaringen de verwachtingen van de doelgroep. Datzelfde geldt echter voor de kwaliteit van een dienst of product, en toch moeten kwaliteit en beeldvorming geenszins aan elkaar worden gelijkgesteld.
- Voorbeeld: Toen Youp van 't Hek in zijn conference schampere opmerkingen maakte over Buckler bier stortte de verkoop van die drank onmiddellijk in. Toch was er aan de kwaliteit van het product niets veranderd; maar de beeldvorming had onherstelbare schade opgelopen.

Het opbouwen van een positief beeld kost veel investering van tijd, energie en vaak geld; de afbraak van dat beeld kan in een ommezien geschieden. In het bedrijfsleven wordt wel het gezegde gehoord: Een goede naam komt te voet en gaat te paard.

## Imago-instrumenten: identificatie en associatie
Een beleidsbepaler, of die nu voor een verkiezingskandidaat werkt, voor een filmster, voor een grootwinkelbedrijf of voor een overheidsinstantie, zal proberen de beeldvorming bij de doelgroep te sturen, het beeld dus te beïnvloeden. Daartoe is in de eerste plaats nodig dat hij of zij zich bewust is van het al bestaande beeld.
Het imago dat de vakman van een dienst of product heeft, wijkt altijd af van het beeld dat bij de doelgroep leeft. De vakman beschikt immers over meer, en andere, informatie dan die doelgroep. Ook is zijn betrokkenheid geheel anders, vaak intenser. Onderzoek onder de doelgroep kan de vakman in staat stellen afstand te nemen van de eigen beeldvorming en de beelden die bij de doelgroep heersen, juist beter te leren kennen.
Daarbij wordt met name gelet op twee psychologische aspecten: identificatie en associatie.
- Identificatie is de overeenkomst tussen het merk-, product- of dienstbeeld enerzijds en het zelfbeeld van de cliënt anderzijds. Bijvoorbeeld: Voel ik me hierbij thuis? Is dit iets voor ons soort mensen? Of krijg ik er juist een onwennig gevoel bij, ervaar ik het als iets dat bij anderen hoort, iets waar ik niet bij wil horen?
- Associatie is de kwaliteit die men bij het merk, het product of de dienst meent te beleven. Komt het bijvoorbeeld voor als betrouwbaar of fatsoenlijk, of juist als iets krakkemikkigs of geniepigs?

## Soorten
Imago's vallen in diverse categorieën onder te verdelen, en enkele bekende zijn:
- Prijsimago, bijvoorbeeld: Dit is een dure of juist een goedkope winkel.
- Kwaliteitsimago, bijvoorbeeld: Hier is de waar zeer solide, of juist: Hier kun je terecht voor wegwerpartikelen.
- Service-imago, bijvoorbeeld: Dit raadslid belt je later nog eens op om te horen of je klacht behandeld is. Of: Hier krijg je geen advies, maar word je wel snel geholpen.

Geen van deze imago's is noodzakelijkerwijs beter dan een ander. Dat hangt enerzijds van de doelgroep af (de ene klant zoekt een goedkope winkel, terwijl de ander zich bij een wat hogere prijs veiliger voelt). Anderzijds is er een wisselwerking tussen de diverse imago's: service en kwaliteit worden soms in verband gebracht met een hogere prijs. Ook in gevallen waarin dit verband niet objectief aantoonbaar is, kan de beleving, het beeld dus, niettemin postvatten en blijven bestaan.

## Imagoschade
De taak van de public relations, of bij commerciële bedrijven de marketingcommunicatie, is om juist dat beeld op te roepen, en in stand te houden, dat een optimale waardering bij de doelgroep waarborgt. Zowel de keuze van de imago-instrumenten als de bepaling van de imagosoorten luistert daarbij zeer nauw; ze worden niet aan het toeval overgelaten, maar zo veel mogelijk beheersbaar gemaakt en gepland.
Niettemin kan imagoschade optreden. In potjes voeding worden glasscherven aangetroffen; het bedrijf heeft (al dan niet bewust) samengewerkt met een onappetijtelijk regime; de politicus overweegt, hardop denkend, een belastingverhogende maatregel. Die schade kan door snel handelen worden beperkt: de potjes worden onmiddellijk van de schappen gehaald, het bedrijf trekt zich terug en publiceert dat paginagroot, de politicus gooide slechts een balletje op maar is niets van plan.
Een andere vorm van schadebeperking is: de negatieve berichten kort maar beslist weerspreken, en er verder geen aandacht aan besteden. Negatieve aandacht is ook aandacht. Een positieve campagne kan dan tegenwicht bieden; die benadrukt immers de gunstige aspecten van het imago.